# فخار مصقول
الفخار المصقول هو نوع من الفخار ظهر في العصر الإسلامي المبكر (الخلافة الراشدة والعصر الأموي) مُستوحًى من الفخار الساساني الفارسي، وهو مصنوع من طين ناعم وخفيف، أبيض اللون تقريبًا.

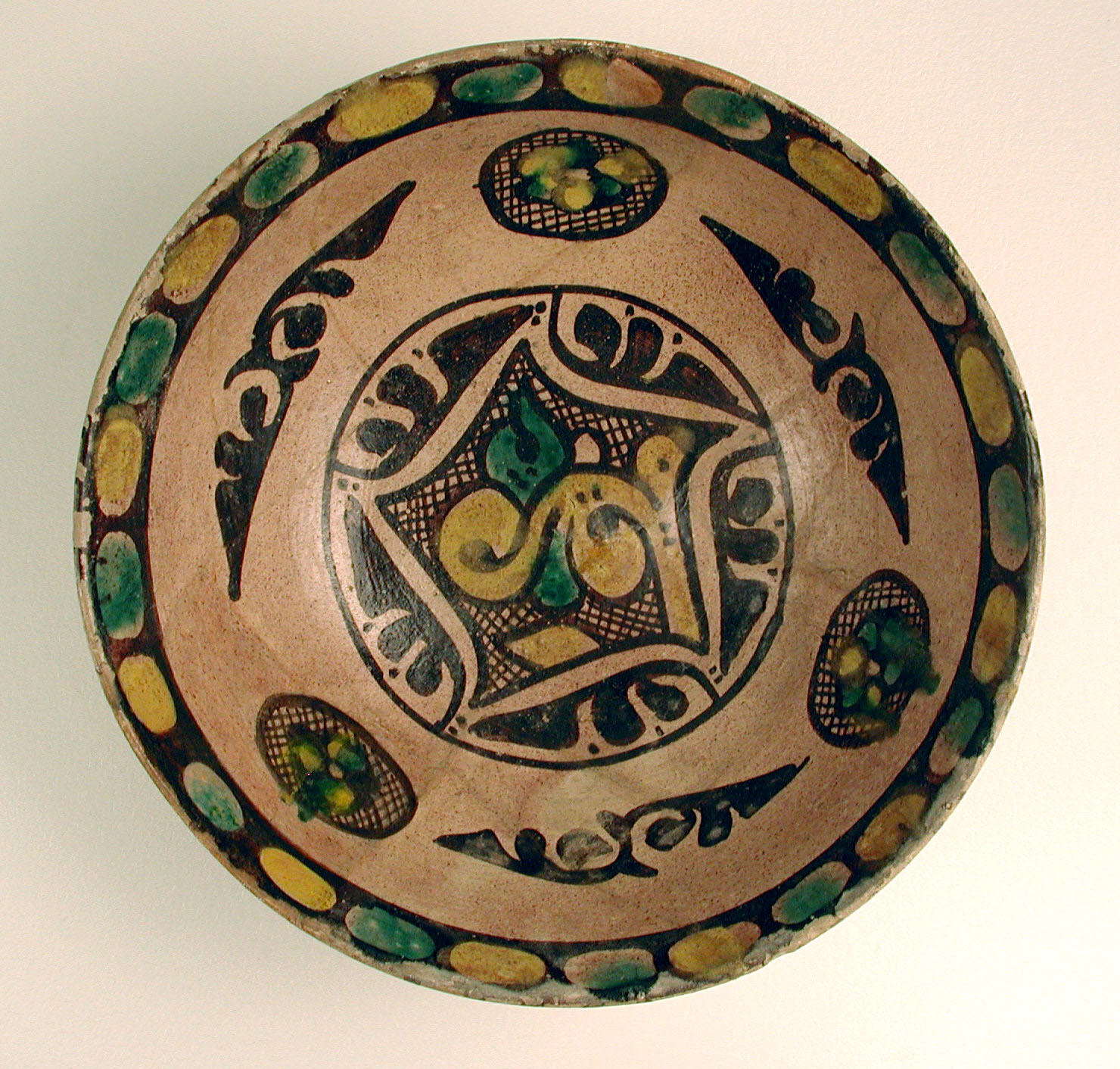
- وعاء من الفخار المصقول

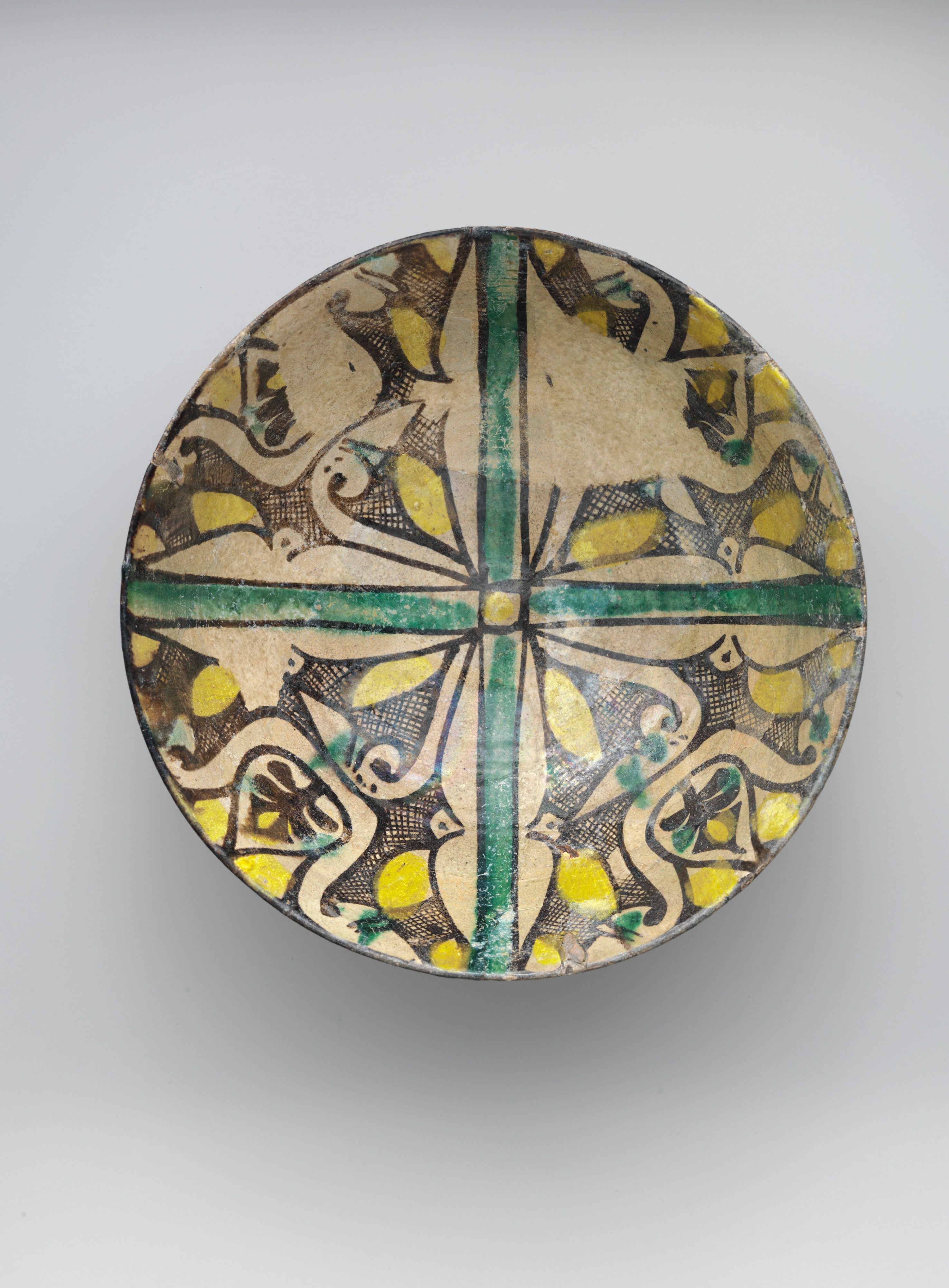
وعاء من الفخار المصقول بنقوش هندسية

عُثر على فخار بني اللون من الفخار المصقول، مشابه لفخار بهيرانا [الإنجليزية]
 في منطقة هيسار بولاية هاريانا في الهند. من المرجح أن تكون بهيرانا أقدم موقع للعصر الحجري الحديث ما قبل حضارة الهارابا والذي تعود تاريخها إلى 7570-6200 قبل الميلاد. وقد توصل علماء الجينوم، الذين استخدموا تحليل تعدد أشكال نيوكليوتيدات المفردة لتحديد مجموعات دنا متقدرة، إلى أن ثقافة بهيرانا في الهند يرجع تاريخها إلى آلاف سنة الماضية.

## طالع أيضًا
- الثقافة الأثرية
- تحليل نسيج الفخار
- ثقافات الفخار الهندية [الإنجليزية]
- علم الآثار الفخارية
- ستة أقمشة من فخار كاليباناجان [الإنجليزية]